# جو لونش
جو لونش (بالإنجليزية: Joe Lynch)‏ هو مخرج أمريكي، ولد في 1950 في لونغ آيلند في الولايات المتحدة.

## وصلات خارجية
- الموقع الرسمي
- جو لونش على موقع IMDb (الإنجليزية)
- جو لونش على موقع ألو سيني (الفرنسية)
- جو لونش على موقع ميوزك برينز (الإنجليزية)
- جو لونش على موقع أول موفي (الإنجليزية)
- جو لونش على موقع قاعدة بيانات الأفلام السويدية (السويدية)
- جو لونش على موقع ديسكوغز (الإنجليزية)
- جو لونش على موقع قاعدة بيانات الفيلم (الإنجليزية)
- جو لونش على موقع كينوبويسك (الروسية)